# Raczki (gmina)
Raczki (do 1954 gmina Dowspuda) – gmina wiejska w województwie podlaskim, w powiecie suwalskim. W latach 1975–1998 gmina położona była w województwie suwalskim.
Siedziba gminy to Raczki.
Według danych z 30 czerwca 2008 gminę zamieszkiwały 6062 osoby.

## Struktura powierzchni
Według danych z roku 2005 gmina Raczki ma obszar 142,25 km², w tym:
- użytki rolne: 73%
- użytki leśne: 19%

Gmina stanowi 10,88% powierzchni powiatu.

## Demografia

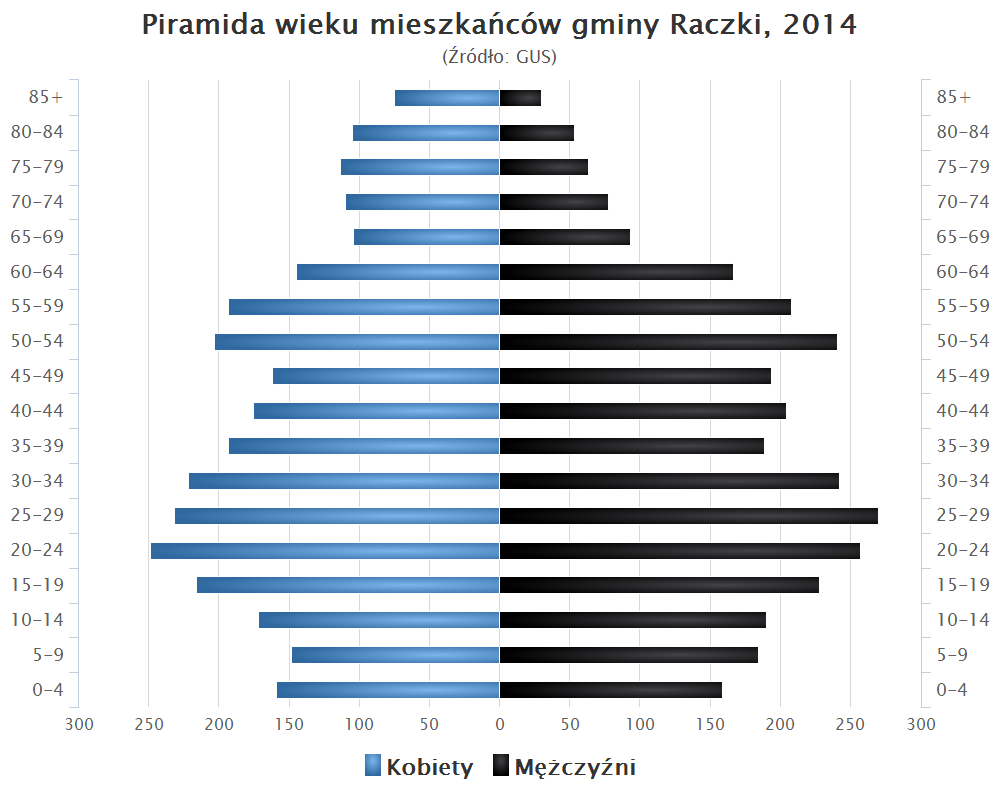
Piramida wieku mieszkańców gminy Raczki w 2014 roku

Dane z 30 czerwca 2008:
| Opis                              | Ogółem | Ogółem | Kobiety | Kobiety | Mężczyźni | Mężczyźni |
| --------------------------------- | ------ | ------ | ------- | ------- | --------- | --------- |
| jednostka                         | osób   | %      | osób    | %       | osób      | %         |
| populacja                         | 6062   | 100    | 2966    | 48,93   | 3096      | 51,07     |
| gęstość zaludnienia (mieszk./km²) | 42,62  | 42,62  | 20,85   | 20,85   | 21,76     | 21,76     |

## Miejscowości
Bakaniuk, Bolesty, Chodźki, Franciszkowo, Jankielówka, Jaśki, Józefowo, Koniecbór, Korytki, Krukówek, Kurianki Drugie, Kurianki Pierwsze, Lipowo, Lipówka, Małe Raczki, Moczydły, Planta, Podwysokie, Rabalina, Raczki, Rudniki, Sidory, Słoboda, Stoki, Sucha Wieś, Szczodruchy, Szkocja, Wasilówka, Wierciochy, Witówka, Wronowo, Wysokie, Ziółkowo, Żubrynek.
Miejscowości podstawowe bez statusu sołectwa: Dowspuda, Ludwinowo. 

## Sąsiednie gminy
Augustów, Bakałarzewo, Kalinowo, Nowinka, Suwałki, Wieliczki